# N-metil acetamida
N-metil acetamida é a amida derivada da acetamida em que um grupo metil substitui um hidrogênio ligado ao nitrogênio. Esta substância é potencialmente perigosa para o sistema reprodutivo, e pode causar defeitos congênitos. Pode ser chamada também de N-metil etanamida 